# Castillo de Kilkenny
El Castillo de Kilkenny (Caisleán Chill Chainnigh en irlandés) es un castillo situado en la localidad homónima del Condado de Kilkenny en la República de Irlanda. Esta fue la residencia de la familia Butler, antes llamada FitzWalter. El castillo fue vendido en 1967 a un comité encargado de restaurar castillos por £50. Poco tiempo después pasó a manos del Estado y fue abierto al público.
Parte de la Galería de Arte Nacional se encuentra en el lugar. En el lado que mira a la ciudad hay jardines ornamentales. Este castillo es uno de los lugares más visitados por los turistas en Irlanda.
La fundación del castillo actual se remonta al el año 1190, perteneciendo a la familia Butler desde el siglo XIV hasta 1920, fecha en que Martin Breyer lo compró. Las principales estancias son la biblioteca, el comedor, la habitación china y la Long Gallery.

## Historia
El castillo actual está localizado sobre un terreno elevado en la ribera del Río Nore. Esta situación estratégica fue dónde estaba situado el castillo de los monarcas locales de las familias O'Carroll (840), O'Dunphy y Fitzpatrick, probablemente una estructura de madera, antes de la invasión normanda de Irlanda.
Richard de Clare, segundo conde de Pembroke (conocido como Strongbow) construyó la primera torre normanda en este lugar en 1172. Veinte años más tarde su yerno, William Marshal conde de Pembroke, puso la primera piedra del castillo en el mismo lugar en que estaban situadas las torres, de las cuales se conservan tres en la actualidad.
La familia Butler llegó a Irlanda con la invasión normanda, cambiando su nombre por el de Walter en 1185. El castillo pasó a manos de Sir Gilbert de Bohun que heredó el castillo y el condado de manos de su madre en 1270. En el año 1300 fue expulsado por Eduardo I de Inglaterra pero se reinstaló en 1303, conservándolo hasta su muerte en 1381.

## Galería
|  |  |